# Stefania Maria Rachela Halicz-Blomberg
Stefania Maria Rachela Halicz-Blomberg z d. Zontag i v Lucht, ps. „Stefania”, „Krystyna” (ur. 15 sierpnia 1898 w Szczuczynie, zm. 26 lutego 1979 w Warszawie) – podporucznik, kurierka KG Tajnej Organizacji Wojskowej, żołnierz 2 Korpusu Polskiego we Włoszech, z zawodu księgowa i dziennikarka, odznaczona Orderem Virtuti Militari.

## Życiorys
Stefania Zontag urodziła się 15 sierpnia 1898 w Szczuczynie, w rodzinie Leona i Heleny z d. Bogdańskich. W rodzinnej miejscowości ukończyła gimnazjum, a następnie przez 2 lata studiowała w Warszawie i później pracowała jako księgowa i niezależna dziennikarka. Walczyła podczas wojny polsko-bolszewickiej.
Od listopada 1939, prawdopodobnie była w tym czasie zamężna z Luchtem. Zaangażowała się w działalność Tajnej Organizacji Wojskowej, którą dowodził wówczas Jan Mazurkiewicz „Radosław”, a do niej wprowadził ją znajomy z dawnych czasów kpt. Antoni Gail-Kot. Polecił on jej, żeby wraz z jego córką i zięciem uruchomiła w Warszawie kwiaciarnię przy Placu Zbawiciela. Wykorzystywana była ona jako lokal kontaktowy dla łączników TOW, którzy przybywali z Radomia. Wspólnie z Franciszką Graszkiewicz ps. „Frania”, przy ul. Noakowskiego prowadziła sklep spożywczy, który był punktem kontaktowym i kolportażowym prasy TOW. Z jej mieszkania korzystał także „Radosław”, który w lipcu 1940 przyjechał z Budapesztu, a w listopadzie jako „Stefa”, później „Krystyna” została zaprzysiężona w TOW przez por. Milanowskiego ps. „Włodek”, który był zastępcą „Radosława”. Podróżowała do Krakowa i Radomia jako kurierka KG TOW. Przeniesiona z końcem 1942 do  działu produkcji środków bojowych w którym to dziale uczestniczyła przy produkcji zapalniczek kwasowych, granatów-termitów, opasek chloranowych. Mieszkała przy ul. Dobrej, gdzie w jej mieszkaniu produkowano środki zapalające. W kwietniu 1943 przeszła z całą organizacją TOW do Armii Krajowej do Kedywu KG, gdzie w dalszym ciągu pracowała przy produkcji środków bojowych.
Walczyła w Powstaniu warszawskim, podczas którego była łączniczką w sztabie Zgrupowania „Radosław”. Walcząc na Starym Mieście była zasypana dwukrotnie walącymi się domami, które niszczyło lotnictwo niemieckie. Pod koniec sierpnia miała od bomby zapalającej ciężko poparzone ręce i trafiła do szpitala powstańczego. W czasie trwania powstania Stefania Halicz-Blomberg była odznaczona Krzyżem Srebrnym Orderu Wojennego Virtuti Militari. 23 września 1944 rozkazem Nr 871/I gen. Tadeusza Komorowskiego „Bora” została mianowana na stopień podporucznika.
Po kapitulacji powstania trafiła ze szpitala do niewoli niemieckiej, w której leczono ją w szpitalu stalagu XI A Gross Lubar. W styczniu 1944 została przeniesiona do obozu Altengrabow, a następnie Molsdorf. Od 4 do 13 kwietnia przebywała w obozie w Blankenheim, aż do wyzwolenia obozu przez armię amerykańską.
Od 18 sierpnia 1945 pełniła służbę w 2 Korpusie Polskim we Włoszech. Była referentką ds. kobiet w Komisji Weryfikacyjnej AK. Następnie razem z Korpusem przeniesiona do Anglii, a 18 lipca 1947 została zdemobilizowana. Stefania Lucht, wyznania rzymskokatolickiego wg dokumentu Ministerstwa Wielkiej Brytanii była w tym czasie w separacji z mężem Luchtem. Będąc w Anglii wyszła ponownie za mąż za Leopolda Michała Blomberga-Halicza, a po jego śmierci powróciła w 1970 do Polski. Była członkinią ZBoWiD-u. Zmarła 26 lutego 1979 i została pochowana na Cmentarzu Wojskowym na Powązkach (kwatera D12, rząd 3, grób 23).
Brak jest danych o jej pierwszym mężu. Natomiast drugi mąż Leopold Michał Blomberg-Halicz był członkiem POW czasu I wojny światowej, uczestnik wojny polsko-bolszewickiej. Został odznaczony Medalem Niepodległości, w okresie międzywojennym aktor dramatyczny, w czasie trwania II wojny światowej był oficerem 1 Dywizji Pancernej.

## Ordery i odznaczenia
- Krzyż Srebrny Orderu Wojskowego Virtuti Militari
- Krzyż Walecznych - dwukrotnie, pierwszy w 1941
- Brązowy Krzyż Zasługi − za wojnę polsko-bolszewicką 1918-1920
- Krzyż Armii Krajowej
- Medal Wojny 1939–1945 − brytyjskie odznaczenie wojskowe za wojnę 1939-1945